# Martín Sarmiento
Martín Sarmiento, Pedro José García Balboa (Villafranca del Bierzo, 9 marzo 1695 – Madrid, 7 dicembre 1772), è stato un religioso, saggista ed erudito spagnolo.
Appartenente all'ordine benedettino, si può ascrivere al movimento dell'Illuminismo. Scrisse su un'ampia varietà di argomenti, tra cui letteratura, medicina, botanica, etnografia, storia, teologia e linguistica.

## Biografia
Sarmiento nacque probabilmente a Villafranca del Bierzo. Alcuni studiosi affermano che fosse nato a Pontevedra o a San Juan de Cerdedo. All'età di pochi mesi, si trasferì con la famiglia a Pontevedra, dove trascorse l'infanzia e la giovinezza. A Pontevedra studiò al Collegio dei Gesuiti. Il 3 maggio 1710, all'età di 15 anni, si trasferì a Madrid per unirsi all'ordine benedettino. Studiò all'Università di Salamanca. Nominato presbitero nel 1720, Sarmiento visse nelle Asturie fino al 1725 come professore a Cebrio e Oviedo. Successivamente si stabilì definitivamente a Madrid, soggiorno che si interruppe tra il febbraio 1726 e il maggio 1727, quando si trasferì a Toledo per catalogare i libri della cattedrale, e anche per visitare tre volte la Galizia.
Aveva già pubblicato numerosi scritti su diverse scienze e sulla letteratura, quando apparve a Madrid nel 1732 il Teatro critico universale di padre Benito Jerónimo Feijoo, benedettino come Sarmiento, illuminista ed erudito. Quest'opera, in cui si combattevano i pregiudizi prevalenti in Spagna, su un gran numero di materie diverse, suscitò molte critiche contro l'autore, per lo più provenienti da religiosi di altri ordini monastici.
Le denunce sono tali che l'autorità incarica padre Sarmiento di esaminare il Teatro critico ed esprimere il suo parere al riguardo; Sarmiento difende l'opera, attirandosi così lui stesso altre critiche; egli rispose loro con il saggio Demostración críticoapologética del "Theatro crítico universal", stampata sempre nel 1732; dobbiamo a Sarmiento la conservazione e la continuazione di un libro che è un monumento della letteratura spagnola. 
All'età di 35 anni Sarmiento riprese ad interessarsi alla linguistica. Pensava che le persone ignorassero il significato delle parole. Era molto interessato alle lingue in generale, soprattutto le lingue romanze, ma soprattutto allo spagnolo e al galiziano. Sarmiento pensava che il galiziano dovesse essere insegnato nelle scuole e che i preti dovessero conoscerlo per confessare le persone. Nel 1745 ritornò in Galizia. Durante questo viaggio scrive su un quaderno i nomi dei luoghi che attraversa. Gli piaceva indagare sull'etimologia delle parole galiziane. Scrisse un libro in galiziano intitolato Coloquio de veinticuatro gallegos rústicos, grazie al quale conosciamo il galiziano che si parlava a quel tempo. Contiene 1.200 canzoni cantate da un gruppo di galiziani di ritorno da Madrid. Ci raccontano della morte di re Filippo V e descrissero i festeggiamenti per l'ascesa al trono di Ferdinando VI.
Sarmiento non si interessò solo alla linguistica, ma ad altre discipline come la botanica e la medicina; Conosceva dettagliatamente i nomi delle piante e le loro proprietà salutari. Cercò di migliorare il livello tecnico ed economico del suo Paese, in linea con il pensiero illuminista. La sua grande erudizione nei campi più diversi gli portò ad essere incaricato del programma iconografico che avrebbe decorato il Palazzo Reale di Madrid, allora in costruzione. Sarmiento progettò per il palazzo un'ambiziosa allegoria della storia della monarchia spagnola, che a causa della sua complessità fu eseguita solo parzialmente.
Combatté, con Feijoo, la superstizione e l'ignoranza, proponendo la fondazione di biblioteche nelle città. Lui stesso arrivò a possederne una delle più importanti della Spagna del suo tempo. A differenza del suo maestro Feijoo, Sarmiento capì che era necessario conoscere, recuperare e salvaguardare le tradizioni e la cultura popolare. In questo fu un grande precursore e contribuì in modo decisivo alla ricerca e al recupero della cultura galiziana.
Morì nel convento di San Martín a Madrid il 7 dicembre 1772, all'età di 77 anni.
Molte delle sue numerose opere rimasero inedite fino a che il duca di Medina Sidonia, suo amico, raccolse i manoscritti del benedettino in diciassette volumi e nel 1775 iniziò la pubblicazione delle sue opere postume, anche se non andò oltre il primo volume, che costituisce le Memorias para la historia de la poesía y poetas españoles, libro curioso e pieno di intuizioni. Nel 1787 fu pubblicata a Madrid la Disertación sobre las virtudes maravillosas y uso de la planta llamada carqueixa. Altri opuscoli di padre Sarmiento sono apparsi sporadicamente in tempi diversi o su riviste, ma la maggior parte della sua opera rimane inedita.

## Opere
Lista parziale
- Demostración críticoapologética del "Theatro crítico universal" (1732, in difesa di Feijóo del quale era stato discepolo).
- Memorias para la historia de la poesía y poetas españoles, (1741-1745), prima edizione, Madrid, 1775.
- Coplas gallegas y Glosario, (1746-...), in lingua galiziana.
- Notas al Privilegio de Ordoño y Reflexiones sobre Archiveros
- Disertación sobre el animal zebra, nacido, criado, conocido y cazado antiguamente en España